# Hangverseny

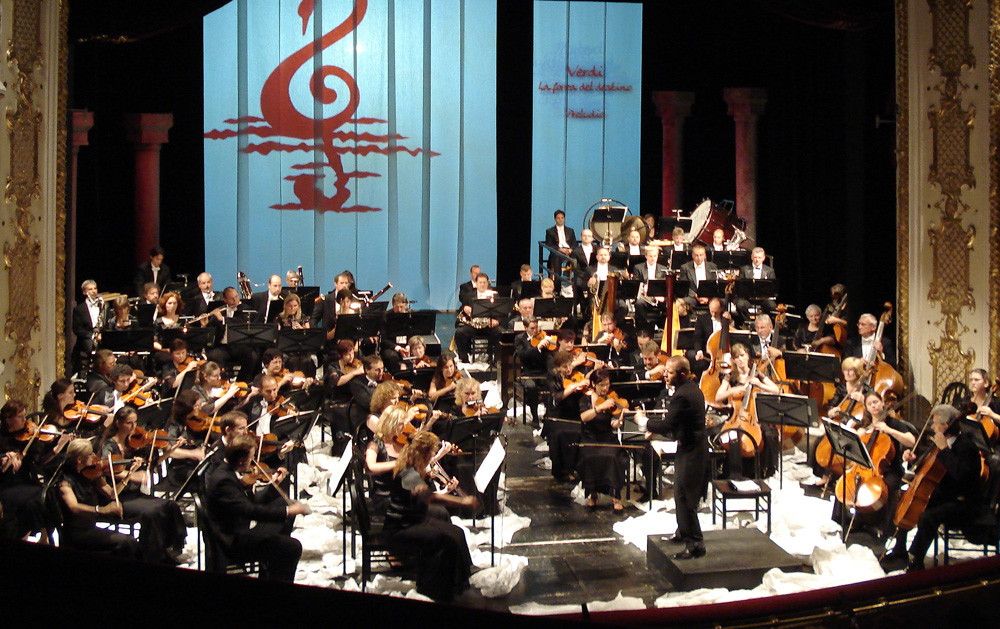
A Miskolci Szimfonikus Zenekar hangversenye a Miskolci Nemzeti Színházban

A hangverseny vagy koncert olyan nyilvános és élő klasszikus, könnyű- vagy népzenei előadás, amelyen zenei együttesek, szólóhangszeres vagy vokális művek előadóit, illetve az általuk előadott zeneműveket hallgathatják az érdeklődők. Vannak olyan hangversenyek is, ahol a különböző műfajok vegyesen, vagy egymásba olvadva, esetleg prózával, fényjátékkel, újabban multimédiával stb. kiegészülve szerepelnek.

## Történeti áttekintés
A hangversenyek előképét az udvari és városi ünnepségekben, a templomi ünnepek zenei előadásaiban, a főúri „asztali zenélés”-ben és a városok „toronyzenei” előadásaiban találjuk meg. A későbbiekben az uralkodók és egyes főurak tartottak fenn zenei együtteseket, gyakran színvonalas fellépő helyeket, hangversenytermeket, színházakat is építettek számukra. Tágabb értelemben ide sorolhatók az operaelőadások is. A 17. századtól kezdve már iskolák, magántársaságok és zenei egyletek is rendeztek – elsősorban kamarazenei, illetve kóruszenei – előadásokat, lassan elkezdődtek a polgári otthonokban is a házimuzsikálások, de a zenei előadások helyszínei még sokáig a főúri rezidenciák voltak. A társas zenélés céljára létrehozott társulások voltak a collegium musicumok (Angliában consortok), amiket egyetemi fiatalok alakítottak. A leghíresebb ilyen egyesület a lipcsei collegium musicum, amit 1701-ben Telemann fejlesztett fel, majd Bach vett át 1729-ben, és a zenei kultúra művelésének, terjesztésének sikeres momentumává alakított. A társaság rendszeresen hangversenyezett (együtt zenélt), általában kávéházakban. Ebben az időben a muzsikus (zeneszerző, zenész, énekes) még csak ritkán került közvetlen kapcsolatba a nagyközönséggel, uralkodók és főurak voltak a mecénásaik.
Belépődíjas hangversenyeket először Londonban rendeztek 1672-ben, Bannister szervezésében, majd 1710-től az Academy of Music előadásai. 1713-ban Párizsban indult a Concerts italiens hangversenysorozata, de az első valóban nagyszabású nyilvános koncertek 1725-ben kezdődtek, ezt Philidor szervezte (Concert spirituel). Ha – tágabb értelemben – az operaelőadásokat is hangversenynek tekintjük, akkor szólni kell az 1637-ben kezdődött nyilvános velencei operaelőadásokról is. 1781-ben kezdődtek a máig élő lipcsei Gewandhaus-koncertek, amelynek a komoly rangját Mendelssohn teremtette meg.
A mai értelemben vett hangversenyélet feltételei akkor kezdtek kialakulni, amikor már a polgárság is megfelelő zenei műveltség birtokában volt, igénye volt a zenehallgatásra, a muzsikusok – lassan megszabadulva a főúri szolgálattól és függőségtől – egyre önállóbbak lettek, és zeneművésznek lenni egyre inkább rang lett. Egyre ismertebbek és híresebbek lettek a virtuóz zenészek, a képzett énekesek, és kialakult az utazó, koncertező művész típusa. Ez az időszak a 18. században kezdődött, de az első, többé-kevésbé önálló zeneszerzőknek Beethoven és a már idős Haydn számítanak, noha már korábban, Händel angliai tartózkodása is mutat ilyen jeleket. Magyarországon a pozsonyi diétai hangversenyek (1796) óta számíthatjuk a hangversenyélet kezdetét.
A komolyzenei hangversenyélet kereteit – elsősorban Amerikában – a 20. század első felében szétfeszítette a „nagykorúvá” vált jazz, ami Gershwin működése nyomán beépült a „komoly” hangversenyek közé. Évtizedek múlva ugyanez történt a könnyűzene új műfaja, a rock esetében is, ez a műfaj is megtalálta a szimfonikus zenét, rockegyüttesek közelítettek a komolyzene felé, számos fúziós alkotás született, sok sikeres, hangversenytermi előadással.
A folkzene Magyarországon a hatvanas években tört be a fiatalok közé, elsősorban a táncházmozgalom térnyerésével. A számos megalakult együttes és énekes olyan elismerést szerzett a műfajnak (és maguknak), hogy rövidesen ők is a hangversenytermekben találták magukat.
A 2000-es évek elejétől a műfajok keveredése, párhuzamba állítása is megfigyelhető a hangversenyeken. Rendeznek olyan hangversenyt, ahol klasszikus zenei előadók és folkegyüttesek lépnek fel közösen, szimfonikus zenekar jazz- és rockegyüttessel, klasszikus zongorahangversenyen balett stb. Ugyanakkor bizonyos hangversenyeken a látványos hatások is megjelennek, ilyen például a multimédia alkalmazása.

## Hangversenyszervezés
A hangversenyszervezés Magyarországon a zenei intézmények, zenei társulások, illetve magánszemélyek kezében volt. 1952-ben megalakult a Filharmónia, amellyel a szervezés központi irányítás alá került. Az ugyanekkor alakított Országos Rendező Iroda (ORI) ugyanezt a feladatot látta el a könnyűzene területén. Mindkettő az Állami Hangverseny- és Műsorigazgatóság irányításával működött. Az irodák nemcsak hangversenyeket szerveztek, de az előadókkal kötött szerződések alapján a művészek menedzselési feladatait is ellátták.
A rendszerváltás után röviddel az ORI és az ÁHM megszűnt. A Filharmónia átalakult, de mellette számtalan szervező iroda jött létre, részben magánkezdeményezésre, részben intézmények, illetve zenei együttesek képviseletében. Hasonló a helyzet a könnyűzenei hangversenyek szervezésében is, az új szervező irodák és cégek eredményesen működnek, és koncertek sorát szervezik a neves hazai és külföldi zenészek és együttesek, de a kezdők számára is.

## Helyszínek

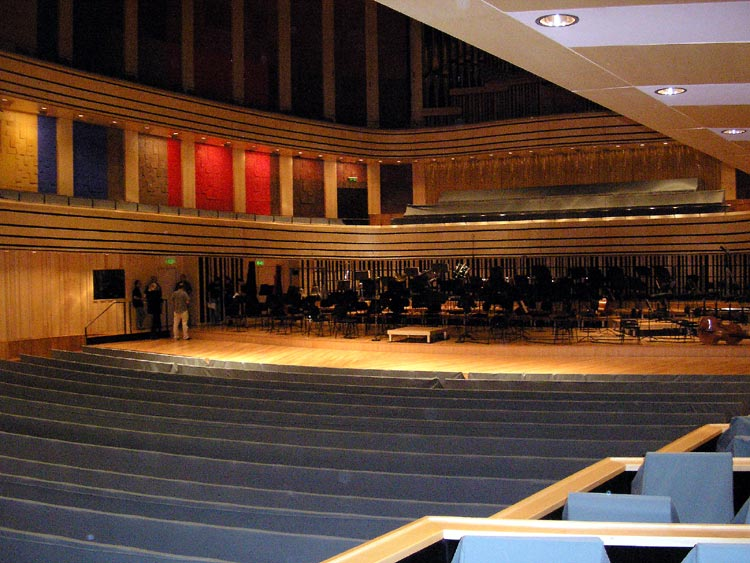
A Bartók Béla Nemzeti Hangversenyterem

A hangversenyek a 19. században váltak a zenei élet szerves és egyre fontosabb részévé. Helyszíneik eleinte nagyobb épületek  bál- és dísztermei, színházak, templomok stb. voltak, csak – miközben megmaradtak a korábbi intézmények is – a század végétől épültek kifejezetten hangverseny előadások céljára szolgáló hangversenytermek. Az első olyan hangversenyterem, amit kifejezetten koncertelőadások számára terveztek, 1690-ben, Londonban épült fel, amivel meg is teremtette a hangversenytermek alaptípusát. Ezekben az intézményekben az alapvető (zenekar, orgona, nézők stb.) elhelyezéseket célzó elrendezés mellett a fő szempont a megfelelő akusztika biztosítása. Ezt a célt korábban a felületek tört, plasztikus kialakításával érték el, míg a modern hangversenytermekben ezt sima, térben hajlított felületekkel és hangvetők segítségével érik el. A világban újonnan létrehozott hangversenytermek nagyobb, összetett kulturális intézmények keretein belül működnek.
Magyarországon híres és szeretett hangversenyterme van a Zeneakadémiának, de mellette számos más helyszínt is használatba vettek a muzsikusok (templomok, különböző intézmények nagyterme, színházak, operaházak, sportcsarnokok, kiállítási csarnokok, szabadtéri helyszínek). Ugyanez volt a helyzet az ország vidéki régióiban is. Magyarország első, minden igényt kielégítő hangversenyterme a 2005-ben átadott budapesti Művészetek Palotájában (MŰPA), a Bartók Béla Nemzeti Hangversenyterem. Hasonlóan kiváló az akusztikája a pécsi Kodály Központ hangversenytermének, amit 2010 végén nyitottak meg. Miskolcon is jó akusztikájú hangversenytermet alakítottak ki egy korábbi mozi átalakításával (Művészetek Háza, 2006), ami azért érdekes, mert a terem méretei nem tették lehetővé megfelelő hangkép biztosítását, ezért egy elektronikus rendszerrel oldották meg a problémát.

## További képek

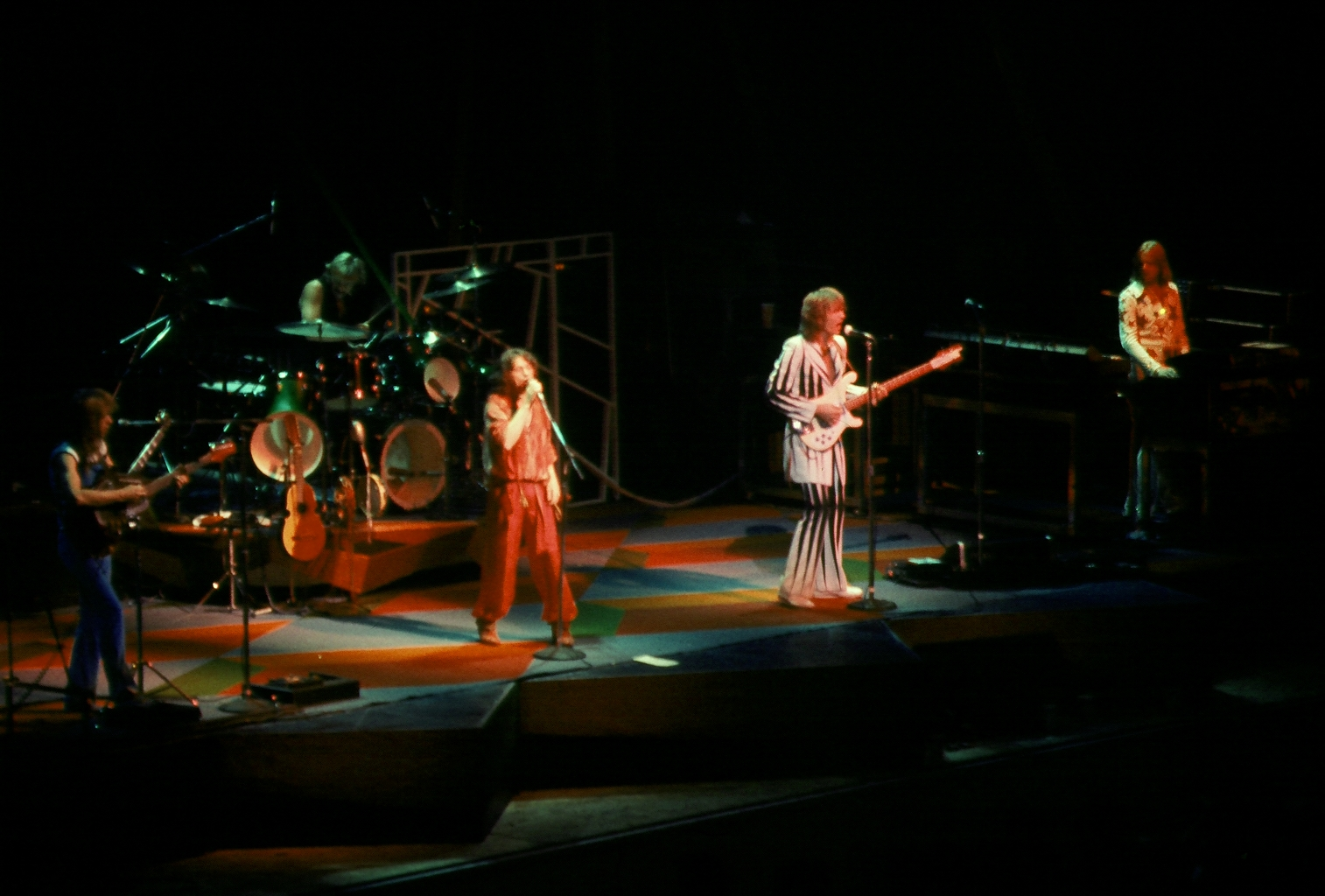
Yes koncert, Indianapolisban, 1977-ben
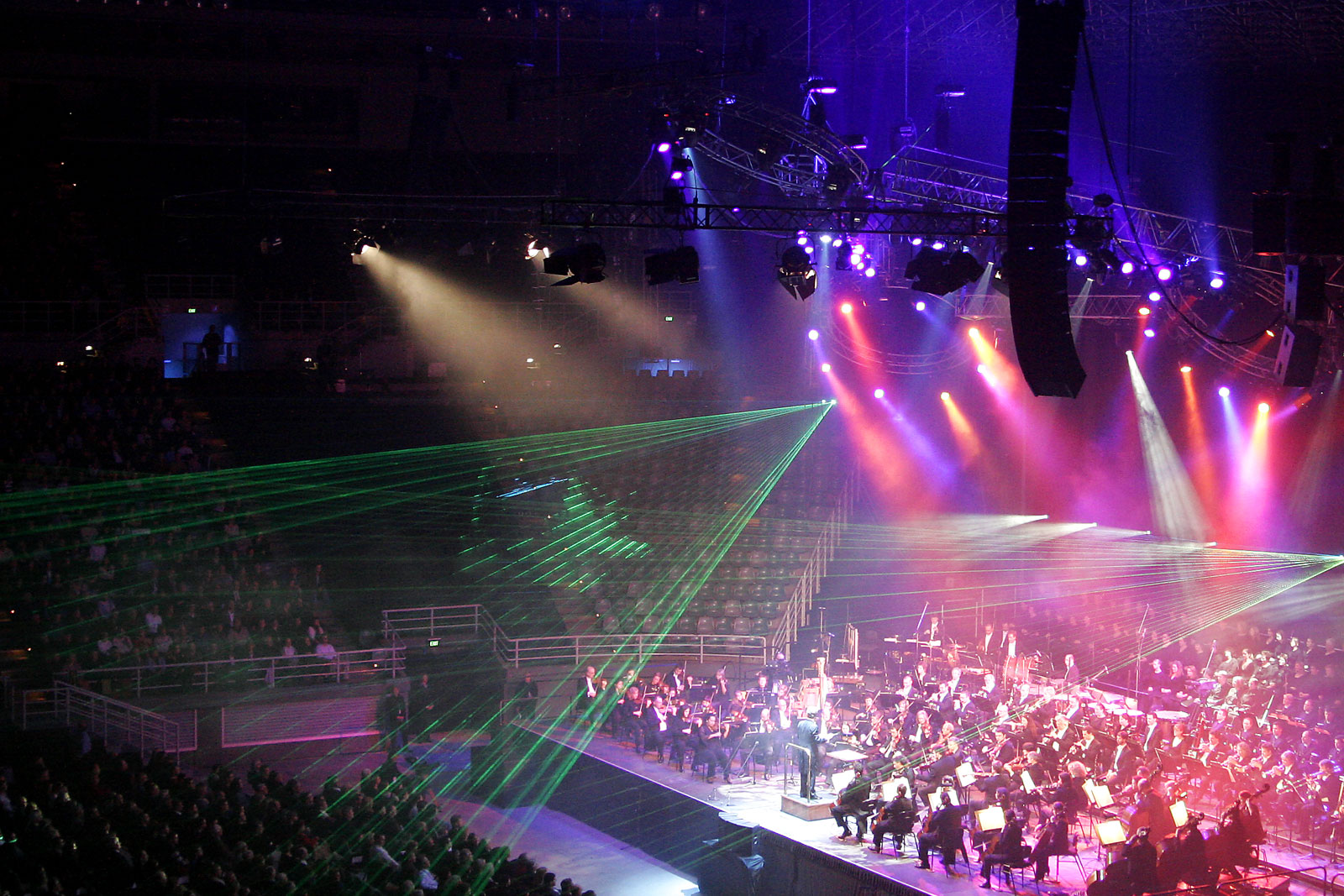
Szimfonikus zenekari koncert a Melbourne-i Rod Laver arénában
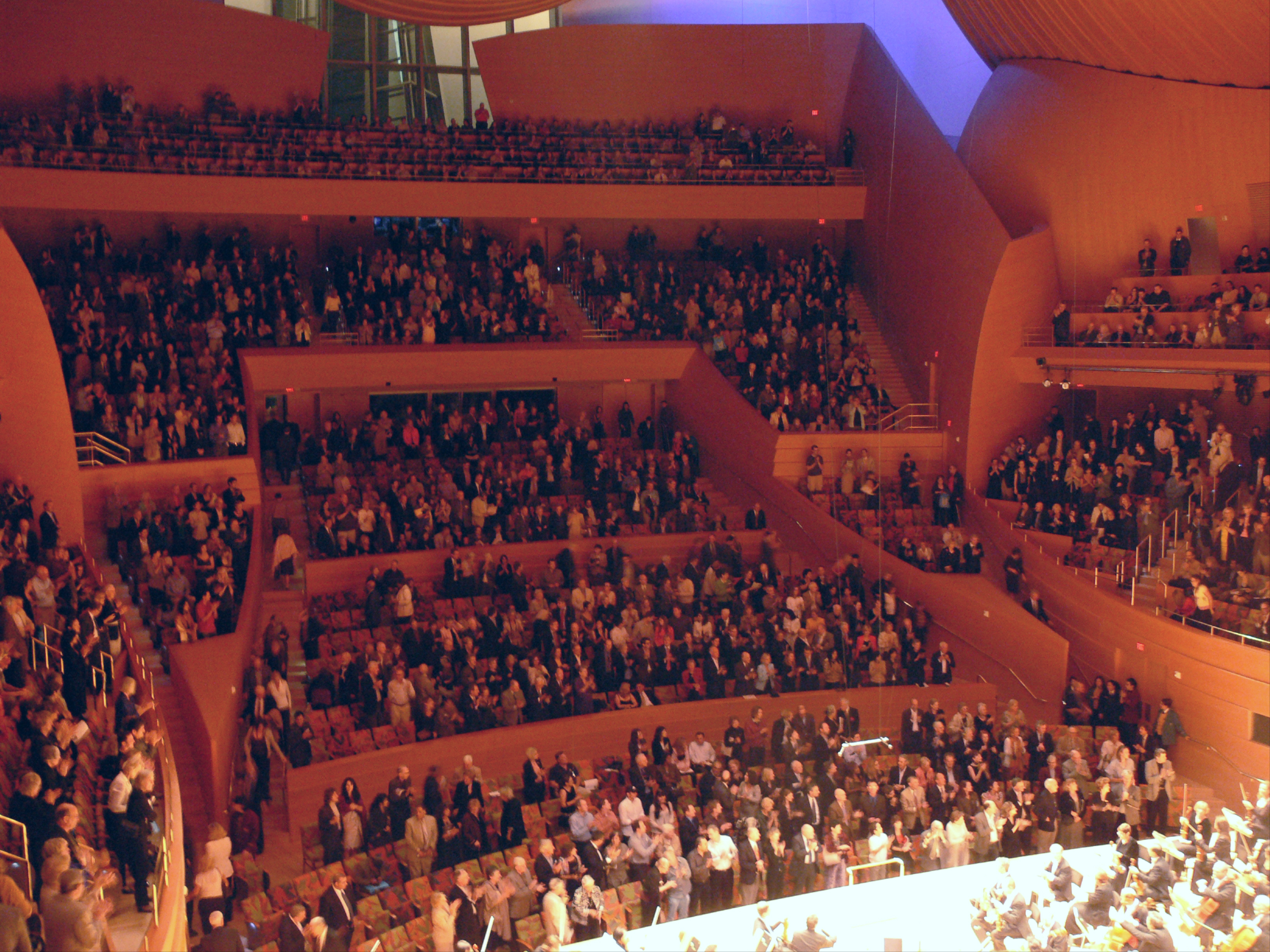
A Los Angeles-i Walt Disney Concert Hall
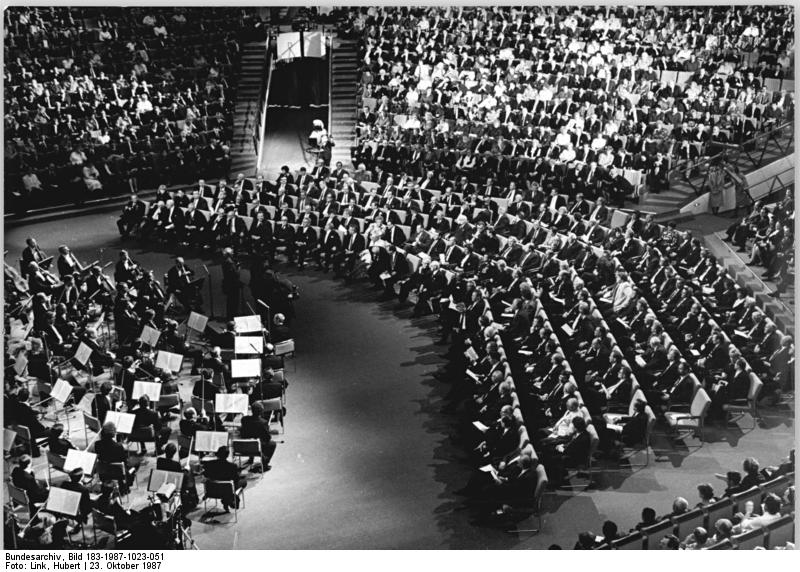
Kurt Sanderling vezényli Beethoven 9. szimfóniáját egy berlini koncerten